# Championnat d'Islande de football 1935
Navigation
Saison précédente Saison suivante
La saison 1935 du Championnat d'Islande de football était la 24e édition de la première division islandaise.
C'est le Valur Reykjavik qui remporte le titre et est sacré pour la 3e fois de son histoire champion d'Islande.

## Les 4 clubs participants
- KR Reykjavik
- Fram Reykjavik
- Valur Reykjavik
- Vikingur Reykjavik

## Compétition

### Classement
Le barème de points servant à établir le classement se décompose ainsi :
- Victoire : 2 points
- Match nul : 1 point
- Défaite : 0 point

| Rang | Équipe             | Pts | J | G | N | P | Bp | Bc | Diff |
| ---- | ------------------ | --- | - | - | - | - | -- | -- | ---- |
| 1    | Valur Reykjavik    | 5   | 3 | 2 | 1 | 0 | 6  | 2  | +4   |
| 2    | KR Reykjavik T     | 4   | 3 | 2 | 0 | 1 | 10 | 2  | +8   |
| 3    | Fram Reykjavik     | 3   | 3 | 1 | 1 | 1 | 6  | 3  | +3   |
| 4    | Vikingur Reykjavik | 0   | 3 | 0 | 0 | 3 | 2  | 17 | -15  |

|  | Champion d'Islande 1935 |

### Matchs
Tous les matchs sont disputés au stade Melavöllur à Reykjavik.
| Résultats (▼dom., ►ext.)                                   | Fra | KR  | Val | Vik |
| Fram Reykjavik                                             |     | 1-3 | 0-0 | 5-0 |
| KR Reykjavik                                               |     |     | 0-1 | 7-0 |
| Valur Reykjavik                                            |     |     |     | 5-2 |
| Vikingur Reykjavik                                         |     |     |     |     |
| - Victoire à domicile - Match nul - Victoire à l'extérieur |     |     |     |     |

## Bilan de la saison
| Tableau d'Honneur                 |                 |
| Compétition                       | Vainqueur       |
| Championnat d'Islande de football | Valur Reykjavik |